# Tansen (músico)
Mian Tansen (nacido  en 1493 o 1506 como Ramtanu Misra -murió en 1586 o 1589 como Tansen) fue un prominente compositor y vocalista indio de música clásica, conocido por componer un gran número de temas, y también por ser un instrumentista que popularizó y mejoró el rabab (instrumento musical de origen de Asia Central). Fue uno de los Navaratnas (nueve joyas) en la corte del emperador mogol Jalal ud-din Akbar. Akbar le dio el título honorífico de Mian, que significa hombre sabio.

## La leyenda
Tansen era un reconocido músico y vocalista, el más admirado de la corte del popular emperador mogol Akbar. Un día, Akbar le pidió a Tansen que le presentara a quien había sido su maestro, Swami Haridás, un sabio que vivía en un templo en armonía con la naturaleza y alejado de la civilización mogola.
Entonces Haridás les recibió con honores. Los dos músicos se sentaron uno frente a otro y cantaron en honor a Dios y al emperador, allí presente.
Entonces Akbar, estupefacto, le dijo a Tansen:
– ¡Pero si él canta mucho mejor que tú!
A lo que Tansen le respondió:
– Claro, señor. Yo canto para un rey, pero él canta solo para Dios.